# Nerastria numa
Nerastria numa är en fjärilsart som beskrevs av Druce. Nerastria numa ingår i släktet Nerastria och familjen nattflyn. Inga underarter finns listade i Catalogue of Life.